# Ida Alstad
Ida Alstad (Trondheim, 13 juni 1985) is een Noorse handbalspeler .

## Carrière

### Club
Alstad speelde al vanaf haar jeugd bij de Noorse club Byåsen IL en stroomde vanuit de jeugd door naar het eerste damesteam dat Noorse topklasse speelde. Met Byåsen stond de opbouwster in het seizoen 2006/07 in de finale van de EHF CUP Winners' Cup. In de zomer van 2013 verruilde ze na twaalf seizoen Byasen voor de Deense eersteklasser Tvis Holstebro. Een seizoen later stapte ze over naar competitierivaal FC Midtjylland Håndbold. Met FCM won ze het Deense kampioenschap in 2015, de Deense beker in 2014 en de Europacup II in 2015. In december 2014 scheurde ze tijdens de Deense bekerfinale haar achillespees, waardoor ze de rest van het seizoen 2014/15 moest missen. In de zomer van 2015 keerde ze weer terug naar Byåsen IL. In januari 2016 stapte ze over naar de Hongaarse topclub Győri ETO KC. Met ETO KC won ze in 2016 het Hongaarse kampioenschap, de Hongaarse beker en stond ze in de finale van de EHF Champions League. Maar na die succesvolle tweede seizoenshelft bij Győri keerde ze in de zomer van 2016 alweer terug naar Byåsen. In het seizoen 2017/18 was ze niet actief ze vanwege zwangerschap. In december 2019 liep ze een kruisbandblessure op. Na het seizoen 2021/22 beëindigde ze haar loopbaan.

### Nationaal team
Alstad speelde 143 wedstrijden van het Noorse nationale handbalteam, en maakte in totaal 310 doelpunten en ze was vrij succesvol met het Noorse team. Na een bronzen WK-medaille in 2009 veroverde ze twee keer de wereldtitel: in 2011 en 2015. Bij dat laatste WK werde ze pas halverwege het toernooi opgeroep. In 2010 en in 2014 schreef ze Europese titels op haar erelijst bij, en behaalde op het EK van 2012 ook nog een keer zilver.
Ook op Olympisch niveau was ze succesvol. In 2012 behoorde ze tot de ploeg die goud won. Vier jaar later in Rio de Janeiro in 2016 was ze er opnieuw bij. Dit keer behaalde ze brons met het Noorse team.